# Malapterus reticulatus
Malapterus reticulatus är en fiskart som beskrevs av Valenciennes, 1839. Malapterus reticulatus ingår i släktet Malapterus och familjen läppfiskar. IUCN kategoriserar arten globalt som otillräckligt studerad. Inga underarter finns listade i Catalogue of Life.